# Това спокойно всекидневие
„Това спокойно всекидневие“ е български 3-сериен телевизионен
игрален филм от 1971 – 1972 година на режисьорите Асен Траянов и Роксена Кирчева, по сценарий на Желяз Желязов и Асен Траянов. Оператор е Иван Далкалъчев. Музиката във филма е композирана от Красимир Кюркчийски. Редактори са Евгени Констатинов и Юрий Морозов, а художници на филма е Димо Костадинов и Бистра Ланкова.

## Серии
- 1. серия – „Таралежи и мангусти“ – 65 минути
- 2. серия – „Изстрели и археология“ – 71 минути
- 3. серия – „Дързост за дързост“ – 78 минути [1].

## Актьорски състав
| Изпълнител          | Роля                                                         |
| ------------------- | ------------------------------------------------------------ |
| Стойно Добрев       | Петер Тот, сътрудник на Борман / Хайнц Ото Краус / Куртмайер |
| Жени Филипова       | г-жа Стенли                                                  |
| Васил Димитров      | г-н Стенли                                                   |
| Гергана Бардарова   | полската радистка Вера Микулска                              |
| Венелин Пехливанов  | полковник Борман                                             |
| Стойчо Мазгалов     | генерал Господинов                                           |
| Стефан Пейчев       | генерал Адам Лезар                                           |
| Наум Шопов          | д-р Александър Карастоянов, зъболекар                        |
| Стойчо Мазгалов     | генерал Господинов                                           |
| Любомир Димитров    | полковник Дичев                                              |
| Петър Пейков        | сътрудник на Борман                                          |
| Димитър Иванов      |                                                              |
| Венцислав Кисьов    | следовател                                                   |
| Яким Михов          |                                                              |
| Лъчезар Неделчев    |                                                              |
| Георги Георгиев     |                                                              |
| Иван Андреев        |                                                              |
| Марин Младенов      |                                                              |
| Петър Вучков        |                                                              |
| Антон Радичев       |                                                              |
| Ириней Константинов |                                                              |
| Йосиф Сърчаджиев    | д-р Антонов                                                  |
| Анани Явашев        | Дера                                                         |
| Ренета Дралчева     | мед. сестра Маринова                                         |
| Теодор Юруков       | Густав Тот, брат на Петер и колега на Еймъри                 |
| Добри Добрев        |                                                              |
| Евстати Стратев     |                                                              |
| Златко Митев        |                                                              |
| Никола Дачев        |                                                              |
| Петър Дончев        |                                                              |
| Рашко Младенов      |                                                              |
| Йорданка Борисова   |                                                              |
| Димитър Коканов     |                                                              |
| Илия Илиев          |                                                              |
| Иван Веселинов      |                                                              |
| Иван Налбантов      | сътрудник на Борман                                          |
| Северина Тенева     |                                                              |
| Ганчо Ганчев        |                                                              |
| Васил Бъчваров      |                                                              |
| Дафинка Данаилова   |                                                              |
| Мадлен Чолакова     |                                                              |
| Стефан Колев        |                                                              |